# Grossa (Francia)
Grossa (in corso Grossa) è un comune francese di 51 abitanti situato nel dipartimento della Corsica del Sud nella regione della Corsica.
Nella località Alo-Bisucce vi è un sito archeologico di grande importanza con resti dell'età del bronzo.

## Società

### Evoluzione demografica
Abitanti censiti